# Droga wojewódzka 885
Die Droga wojewódzka 885 (DW 885) ist eine zehn Kilometer lange Droga wojewódzka (Woiwodschaftsstraße) in der polnischen Woiwodschaft Karpatenvorland, die Przemyśl mit dem Grenzübergang zur Ukraine verbindet. Die Strecke liegt in der Kreisfreien Stadt Przemyśl und im Powiat Przemyski.

## Streckenverlauf
Woiwodschaft Karpatenvorland, Kreisfreie Stadt Przemyśl
-  Przemyśl (Premissel) (DK 28, DK 77, DW 884)

Woiwodschaft Karpatenvorland, Powiat Przemyski
- Hermanowice
- Malhowice
- Grenzübergang  in die  Ukraine